# At the Zoo
At the Zoo è un singolo del duo Simon & Garfunkel, pubblicato nel 1967
La canzone è uno dei tanti tributi di Paul Simon a New York.
La canzone racconta la storia di un viaggio verso lo Zoo di Central Park, forse sotto l'effetto di droghe; quando il cantante raggiunge lo zoo, dà caratteristiche umane agli animali, e ne viene fuori una visione cinica verso la vita umana.

## Pubblicazione
At the Zoo fu pubblicato per la prima volta come singolo nel 1967, raggiungendo la #16 posizione sulla Billboard Hot 100. In seguito fu inserita in vari album: Bookends (1968), The Best of Simon and Garfunkel (1999) e Tales from New York: The Very Best of Simon & Garfunkel (2000).
La canzone fu anche eseguita dal vivo dal duo nell'album Old Friends: Live on Stage del 2004.
Una versione alternativa della canzone, con un testo quasi completamente diverso, fu inserita nel The Alternate Bookends.. Questo testo non ha nulla a che fare con uno zoo, ma parla di una ragazza di un musicista.

## Il libro
Nel 1991 Paul Simon pubblicò un libro per bambini intitolato At the Zoo, ch combina il testo della canzone con delle illustrazione molto dettagliate di Valerie Michaut. Per rendere appropriato per i bambini, Simon fece cambiamenti e aggiunte,